# Vlaštovka (Puccini)
Vlaštovka (v originále La rondine) je jednou z nejméně známých oper Giacoma Pucciniho. Občas je označována jako Pucciniho jediná opereta, ač se proti tomu skladatel vždy důrazně ohrazoval. Premiéra díla proběhla v roce 1917 v Monte Carlu.

## Inscenační historie
Na počátku vzniku této opery stála nabídka Carlova divadla ve Vídni (Carltheater), které se po celou dobu své existence (1847–1929) zaměřovalo na provozování operet. Ředitel tohoto divadla Siegmund Eibenschütz požádal v říjnu 1913 Pucciniho o kompozici operety. Pucciniho reakce na prvotní nástin takovéto díla byla sice velmi odmítavá („Co to je, mám snad složit konvenční operetu s mluvenými dialogy... Opereta není nic pro mne...“), připustil však, že by svolil ke komické opeře ve stylu Růžového kavalíra Richarda Strausse a objednávky Carlova divadla se zcela nezřekl. Druhé libreto zpracovali pro Pucciniho vídeňský novinář a skladatel Alfred Maria Willner (1859–1929) a jeho častý spolupracovník Heinz Reichert (1877–1940); oba byli úspěšní libretisté operet. Puccini poté požádal o spolupráci italského dramatika Giuseppa Adamiho (1878–1946), který mu psal libreto k Plášti (a později i k Turandot). Ten libreto přeložil do italštiny, zveršoval a zejména výrazně zrevidoval (např. přeskupil scény a upravil charaktery postav). Samotná práce na zhudebnění libreta Puccinimu trvala dva roky.
S dílem však skladatel nebyl úplně spokojený ani po premiéře v Monte Carlu. Zejména šlo o konec, se kterým si skladatel zjevně nevěděl příliš rady. Zatímco v původní verzi si Magda uvědomí, že Ruggerovu rodinu poskvrní svou minulostí a nevyslyší tak zoufalé prosby svého milého a odchází, ve druhé verzi (provedené v roce 1920 v Palermu) je pro Magdu rozhodující setkání s básníkem Prunierem. Ten ji totiž přesvědčí, aby Ruggera opustila a Magda se vrací zpět do Paříže, aniž by se s Ruggerem rozloučila. Ani pak však nebyl Puccini spokojen, třetí verze (z let 1921–1922) za Pucciniho života provedena nikdy nebyla. Ačkoliv za druhé světové války byl během bombardování Milána zasažen mj. archiv nakladatelského domu Casa Sonzogno a zničil tak i notový materiál třetí verze Vlaštovky, italský skladatel Lorenzo Ferrero se ujal rekonstrukce na základě zachovaného klavírního výtahu. Třetí verzi provedlo 22. března 1994 Teatro Regio v Turíně s Josém Curou v roli Ruggera. Její závěr obsahuje radikální změnu rozuzlení zápletky. Ruggero se zde z anonymního lístku dozví o Magdině minulosti a opustí ji, protože není hodna jeho lásky. Zoufalá Magda zůstane sama se svou služebnou Lisette.
V současné době se nejvíce hraje původní verze z roku 1917, většinou s přidanou Ruggerovou árií z druhé verze o Paříži („Parigi è la città dei desideri“ - Paříž je městem toužebných přání). Režisérka Marta Domingo (manželka Plácida Dominga, však v devadesátých letech inscenovala Vlaštovku ve vlastním přepracování všech tří dochovaných verzí a přidala tragické zakončení (Magdinu sebevraždu). Tato verze byla poprvé představena v Bonnu v roce 1995, o dva roky později ji nastudovala ve Washingtonské národní opeře a v roce 2000 v Los Angeles.

## Inscenační historie v českých zemích
Poprvé byla opera uvedena v roce 1929 v brněnském Divadle na hradbách. Podruhé operu zinscenovalo až Slezské divadlo v Opavě v roce 1989 a zatím poslední plnohodnotná inscenace Vlaštovky je z roku 2008, kdy ji uvedlo Národní divadlo moravskoslezské v Ostravě. V květnu 2014 operu koncertně (resp. v poloscénickém provedení) dvakrát provedlo pražské Národní divadlo. Za jistou raritu lze pak označit uvedení úpravy této opery od Roberta Rytiny pro pět sólistů a klavír, které (de facto v jakési "světové premiéře") proběhlo 18. ledna 2022 v zámeckém areálu Ctěnice (původní premiéra plánovaná na prosinec 2020 byla odložena z důvodu epidemické situace COVID).

## Obsah opery

### 1. dějství
Elegantní salon v Magdině domě v Paříži
Krásná Pařížanka Magda de Civry, zámožná kurtizána vydržovaná bohatým bankéřem, pořádá večírek pro své přátelé. Jeden z hostů, mladý básník Prunier, své hostitelce zpívá svou novou píseň. Pojednává o krásné dívce Dorettě, které král nabízí všechno bohatství, ona však přesto odmítá, neboť všechno zlato nemůže zaručit štěstí. Básník si však neví rady s tím, jak píseň dokončit. Úkolu se ujme Magda a zpívá druhou sloku, ve které se Doretta zamilovala do studenta, se kterým poznala opravdovou lásku (árie "Chi il bel sogno di Doretta"). Zatímco Magda zpívá přichází do salónu Pruniérův příbuzný z venkova Ruggero Lastouc. Prunier je Magdinou verzí písně nadchnut a na oplátku ji čte z ruky. Předvídá ji, že brzo pozná skutečnou lásku. Na to ji představí Ruggera a vyzve, aby povyprávěl, jak se mu líbí v Paříži. Ve své árii ("Parigi! Parigi! ée la citta dei desideri") Ruggero zpívá o tom, že "Paříž je třpytivý městem, kde se plní sny a přání". Ruggerovo upříné vyznání vede Magdu k tomu, aby zavzpomínala na to, jak se jako mladá seznámila v tanečním lokále u Bulliera s studentem, který ji okouzlil. Prožili spolu krásnou noc ovšem se svítáním a nutností se vrátit domů vše rychle skončilo (árie "Ore dolci e divine"). Večírek pomalu končí a Magdě je líto, že Ruggero odchází. Její služebná Lisette pro změnu toužebně pokukuje po básníkovi. Když Magda odejde do svého pokoje objeví se v salónu tajně opět Prunier, vyzná Lisette lásku a láká ji do města k nočnímu dobrodružství. Má jen výhrady k jejímu zevnějšku a tak si Lisette vybere jedny Magdiny šaty a oba odejdou k Bullierovi (duet "T´amo! - Menti!). Sem se poté vypraví i sama Magda, oblečená do prostých šatů, aby našla Ruggera.

### 2. dějství
Taneční lokál u Bulliera
V lokále se Magdě podařilo Ruggera najít. Sedí sám u stolu, těší ho, že za ním Magda přišla. Vnímá, že Magda ve svém přestrojení si chce oživit šťastnou vzpomínku a přijímá její hru. Když Magda (která si nechává říkal Pauletta) připíjí na Ruggerovy lásky, odpoví ji její společník vážně: pokud nějakou ženu miloval, bylo to navždy. Do lokálu přichází Lisette s Prunierem a nemá radost, že ji zde její paní uvidí. Má totiž obavu, že ji vyčte, že si půjčila její šaty. To se však nestane, neboť Magda si užívá roli prosté Pauletty. Oba páry se poté připojí na lásku (slavný kvartet "Bevo al tuo fresco sorriso"). Když se oba zamilované páry loučí, zaznívá z dáli varovný hlas, že láska je jen přelud (píseň "Nella trepida luce d´un mattin"). Ruggeo s Magdou na to nic nedbají, vyznají si vzájemnou lásku a rozhodnou se začít spolu nový život.

### 3. dějství
Vila na francouzské Riviéře
Magda s Ruggerem žijí šťastně na jihu Francie, stále silně zamilovaní. Ruggero napsal rodičům s úmyslem získat jejich souhlas se svatbou a též nějaké peníze, které mu už pomalu docházejí. Magda poslouchá jeho líčení idyly budoucího manželského života, v němž jak pevně věří jim budou dopřány i děti (árie "Dimmi che vuoi seguirmi"). Magdu to sice dojme, ale zároveň je z toho i nešťastná. Nechci ztratit muže, kterého miluje, ale zároveň ji už schází svobodný způsob života, kterým až doposud žila. Do stavu, v němž řeší toto dilema, se objeví nečekaní návštěvníci. Prunier s Lisette, kteří jsou zrovna rozhádání, protože pokus básník zajistit své milé kariéru zpěvačky skončil fiaskem. Lisette by se tak chtěla vrátit do služeb své bývalé paní, která s tím nadšeně souhlasí. Prunier poté Magdě řekne, že by se měla vrátit do Paříže, kde ji její přátelé (a klienti) už netrpělivě vyhlížejí. Když se tak vrátí do domu Ruggero, aby Magdě sdělil, že matka mu v dopise odepsala, jak je šťastná, že si její syn našel hodnou ženu, je už Magda rozhodnuta se vrátit do Paříže. Ruggerovi, kterého stále miluje, přeje, aby si našel ženu, kterého bude skutečně hodna. Ten je z Magdiných slov zoufalý a prosí ji, aby jej neopouštěla (duet "Ma come puio lasciarmi"), Její reakci, když se spolu loučí je však jasná "Nechci tě zničit. Vrať se domů a zapomeň na vlaštovku, která nemá domov, jen chuť letět dál za sluncem." Když Magda a její služka definitivně opouští dům a nechávají zde nešťastného Ruggera i překvapeného Pruniera, který právě přišel na schůzku s Lisettou, kdesi v dáli někdo zpívá: "Jsem úsvit, který ruší všechna noční kouzla. Nevěř na lásku."